# Кавга в Лукаши
„Кавга в Лукаши“ (на руски: Ссора в Лукашах) е съветски филм от 1959 г. на режисьора Максим Руф заснет от киностудиото Ленфилм по мотиви от разказа на Виктор Курочкин „Съперници“. Премиерата на филма е на 19 декември 1959 година. 29 500 000 зрители са изгледали филма през 1960 година.

## Сюжет
Във филма се разказва за жителите на село Лукаши, където непрекъснато всичко се чупи, защото на механика Виктор Туза (Леонид Бийков) не му е на душата техниката и не може нищо да оправи както трябва, а мечтае да бъде артист. Колхозниците се карат помежду си, но друг техник в близост няма.
Един ден в селото се връща уволнилият се от армията Костя Ласточкин (Кирил Лавров). За него ремонтите на представляват трудност. В Лукаши той среща юношеската си любов Лиза (Галина Теплинская) - самотна, ленива и лекомислена девойка, мечтаеща да замине да живее в големия град. Заслепен от любовта, той е единствения, който не открива никакви недостатъци в Лиза. Не забелязва и това, че в него е влюбено друго момиче - скромната Катя (Галина Василиева).
Бащата на Лиза, председателя на колхоза Пьотр Трофимов (Сергей Плотников), отначало се радва, че в Лукаши се е появил умел механик. Постепенно обаче опитите на Костя да промени начина на живот в колхоза към по-добър, му омръзват. Отношенията между Трофимов и Ласточкин се нажежават. Не остава нито един проблем, който те двамата да могат да разрешат мирно.
Във всеки спор и двамата намират поддръжници, но веднъж за малко не се стига до саморазправа. За щастие всичко приключва мирно, а председателят най-накрая разбира, че не е бил прав през цялото време.

## В ролите
- Сергей Плотников, като председателя на колхоза Пьотр Фадеевич Трофимов
- Кирил Лавров, като демобилизирания лейтенант Костя Ласточкин
- Леонид Бийков, като лошия колхозен механик и добър музикант Виктор Туз
- Инна Будкевич, като завеждащата фермата Уляна Котова
- Галина Теплинская, като дъщерята на председателя на колхоза Лиза
- Галина Василиева, като доячката Катя
- Павел Волков, като председателя на партията Иван Митрофанович Копийлов
- Валентина Телегина, като майката на Костя Степанида Савична
- Борис Рийжухин, като колхозника Матвей Кожин
- Георгий Гумилевский, като лодкаря Диоген
- Александър Блинов, като тракториста Шурка
- Вера Бурлакова, като съпругата на Копийлов
- Александра Денисова, като леля Настя
- Вера Кузнецова, като майката на Лиза
- Любов Малиновская, като доячката Аксиния
- Юрий Соловьов, като участващия в събранието тракторист
- Виктор Терехов, като председателя на колхоз „Комунар“ Васин
- Вера Титова, като доячката Антонина
- Борис Юрченко, като тракториста Вася Сучков